# تشاك كريست
تشاك كريست (بالإنجليزية: Chuck Crist)‏ هو لاعب كرة قدم أمريكية أمريكي، ولد في 16 يناير 1951 في سالامانكا في الولايات المتحدة.

## وصلات خارجية
- تشاك كريست على موقع كلية كرة السلة في سبورتس رفرنس.كوم (الإنجليزية)
- تشاك كريست على موقع مرجع كرة القدم المحترفة.كوم (الإنجليزية)